# Hemimycena epichloë
Hemimycena epichloë es una especie de hongo basidiomiceto de la familia Mycenaceae, del orden  Agaricales.

## Sinónimos
- Delicatula epichloë (Kühner & Romagn, 1953)
- Helotium epichloë (Redhead, 1982)
- Mycena epichloë (Kühner, 1938)